# Dmitrij Kosontjuk
Dmitrij Kosontjuk (russisk: Дмитрий Анатольевич Козончук tr. Dmitrij Anatoljevitj Kosontjuk ; født 5. april 1984 i Moskva) er en russisk tidligere professionel cykelrytter.